# Episodi di Gli Abissi (seconda stagione)
La seconda stagione della serie animata Gli Abissi è stata interamente pubblicata a livello internazionale nel 2017 e in Italia nel 2018.
| nº      | Titolo originale       | Titolo italiano        | Data USA          | Data Italia     |
| ------- | ---------------------- | ---------------------- | ----------------- | --------------- |
| 1 (27)  | From The Stars         | Dalle stelle           |                   | 8 gennaio 2018  |
| 2 (28)  | The Baltic Sea Anomaly | L'anomalia del Baltico | 12 settembre 2017 | 9 gennaio 2018  |
| 3 (29)  | Mermaids               | Le sirene              | 19 settembre 2017 | 10 gennaio 2018 |
| 4 (30)  | Treacherous Waters     | Acque infide           | 26 settembre 2017 | 11 gennaio 2018 |
| 5 (31)  | Kenji's Monster        | Il mostro di Kenji     | 3 ottobre 2017    | 12 gennaio 2018 |
| 6 (32)  | Finn Comes Aboard      | Arriva Finn            | 10 ottobre 2017   | 15 gennaio 2018 |
| 7 (33)  | Beware The Sentinels   | Attenti alle guardie   | 17 ottobre 2017   | 16 gennaio 2018 |
| 8 (34)  | Hidden Secrets         | Segreti nascosti       | 7 novembre 2017   | 17 gennaio 2018 |
| 9 (35)  | The Maze               | Il labirinto           | 14 novembre 2017  | 18 gennaio 2018 |
| 10 (36) | Whale Of A Tale        | La balena              |                   | 19 gennaio 2018 |
| 11 (37) | The Missing            | Tutti spariti          |                   |                 |
| 12 (38) | Thunder And Lightning  | Tuoni e fulmini        |                   | 22 gennaio 2018 |
| 13 (39) | The Gates              | Le porte               |                   | 23 gennaio 2018 |

## Dalle stelle
Ant scopre come funziona l'Ephemycron, ma ancora non sembra mostrare una via chiara per Lemuria. Un satellite dell'Autorità Mondiale degli Oceani si schianta nell'oceano e i Nekton hanno il compito di recuperarlo. Tuttavia, incontrano presto un nuovo avversario, Alpheus Benthos, che ha fatto precipitare il satellite per rubare i dati memorizzati a bordo. Scoprono presto che il satellite sta per esplodere e devono capire come portarlo il più lontano possibile prima che accada.

## L'anomalia del Baltico
Seguendo un simbolo indicata sulla mappa dell'Ephemycron, i Nekton esplorano l'anomalia del Mar Baltico, ma così facendo disturbano un'enorme colonia di gamberetti mantide che vive al suo interno, la quale attacca gli Aronnax.

## Le sirene
Mentre testa il nuovo Mimic Knight, Fontaine si finge una sirena per fare uno scherzo ad Ant. Prima che riesca a risolvere i problemi del Knight con il Professor Fiction, il capitano Hammerhead cattura lei e Fiction. Quindi costringe Fiction a costruire un Super Knight usando i rottami dell'Orca Nera, così da poter recuperare qualcosa da un sottomarino affondato. Fontaine si offre di recuperarlo al suo posto e (a causa di problemi con il Super Knight) Hammerhead accetta. Quando il tesoro torna indietro, si rivela essere una foto di Mad Madeline e sua madre vestite da sirene per il primo compleanno di Madeline, che Hammerhead voleva come regalo di compleanno per lei.

## Acque infide
I Nekton e l'Aronnax sono intrappolati in una strana area nel Triangolo delle Bermuda, dove lo spazio e il tempo sono distorti e dove tardigradi grandi come elefanti sono le uniche creature viventi, e all'esterno regna apparentemente il vuoto assoluto, che rende l'Aronnax immobile. Scoprono presto che l'ambiente farà a pezzi l'Aronnax se non scappano rapidamente, e Ant escogita una strategia di fuga guidata dai pesci per fuggire. Tuttavia, Alpheus e Proteus li seguono, rendendo la fuga ancora più complicata.

## Il mostro di Kenji
Uno strano mostro si sta dirigendo verso l'isola in cui vive Kenji e i Nekton vanno ad investigare. Con loro somma sorpresa, si trovano davanti un gigantesco Kaiju, che non riescono a fermare. I Nekton raggiungono Kenj, che rivela loro che il Kaiju è in realtà un gigantesco robot creato quando lavorava nel cinema. Poiché il robot sta seguendo la sua programmazione originale, i Nekton e Kenji devono trovare un modo per fermarlo prima che distrugga la grotta dei paguri giganti.

## Arriva Finn
Quando Finn sale a bordo dell'Aronnax con una mappa del tesoro, i Nekton sono sospettosi, ma presto si scopre che stava cercando di impedire a suo padre di cadere vittima di una maledizione. La maledizione si rivela presto reale, poiché il tesoro era ricoperto da una specie di tossina di aconito, e Will si ammala gravemente. Trovano un antidoto per salvare Will e poi riportano Finn all'Orca Nera.

## Attenti alle guardie
Mentre fotografa una barriera corallina, Kaiko trova un'antica tomba sommerso dal quale però non esce. Will, Ant e Fontaine partono a cercarla. Presto scoprono che la tomba è sorvegliata da un branco di velenosi pesci pietra. Quando i Nekton rimangono tutti e quattro intrappolati nel tempio, Ant scopre che essere il più piccolo dei Nekton ha i suoi vantaggi, permettendogli di fuggire e salvare la sua famiglia.

## Segreti nascosti
Il rover impazzisce e, mentre Will e Kaiko affrontano la situazione, Alpheus abborda l'Aronnax con un attacco ostile e porta Ant a bordo del suo sottomarino. Fontaine cerca di intrufolarsi per salvare Ant, ma viene catturata con l'Ephemycron, che aveva preso dall'Aronnax. Alpheus attiva con successo l'Ephemycron e Proteus rivela di essere un discendente della famiglia reale di Lemur, ma dopo una discussione con Proteus, Alpheus lo espelle dal sottomarino. Nella confusione, Ant e Fontaine fuggono con l'Ephemycron e tornano all'Aronnax.

## Il labirinto
I Nekton indagano su uno strano simbolo presente nella mappa dell'Ephemycron e trovano uno strano labirinto sommerso. Scoprono che il labirinto è in realtà una combinazione di pareti mobili, pareti fisse e ologrammi proiettati da sfere bioluminescenti. Giunti al centro, scoprono che il labirinto ha uno scopo: trattenere due minotauri, e devono fuggire sia dal labirinto che dai minotauri.

## La balena
Devil Daniels sta dando la caccia ad una balena bianca più grande del normale e i Nekton parto per salvarla. Notando le caratteristiche fisiche della balena, Ant scopre che si tratta in realtà di Moby Dick, la mitica balena bianca descritta da Herman Melville nell'omonimo romanzo. Anche Devil lo scopre e decide di catturarlo per un'attrazione nel suo parco a tema. Nonostante gli sforzi dei Nekton, ci riesce, e i Nekton devono liberare Moby Dick prima che il parco apra la mattina successiva.

## Tutti spariti
In seguito a una chiazza di petrolio, i Nekton trovano l'Orca Nera e scoprono che i pirati si nascondono dai "fantasmi". Scoprono che i "fantasmi" sono delle piccole anguille lunghe un metro. L'arrivo della madre anguilla, molto più grande, complica ulteriormente la situazione e devono riportarle le anguille prima che distrugga l'Orca Nera.

## Tuoni e fulmini
Nereus chiede aiuto ai Nekton per risolvere il mistero dei fulmini del Catatumbo, una tempesta di fulmini lungo le coste del Venezuela che si genera da migliaia di anni, che però si sta espandendo rapidamente. Scoprono che è la tempesta è alimentata da un Monumentul, in questo caso una torpedine gigantesca, che disattiva l'energia dell'Aronnax. Devono ripristinare l'energia dell'Aronnax prima che cada sul Munumentul e lo risvegli.

## Le porte
Alpheus contatta i Nekton e gli avvisa che ha finalmente trovato Lemuria, dopodiché attacca l'Aronnax e ruba l'Ephemycron. I Nekton si lanciano all'Inseguimento fino a raggiungere una gigantesca porta sigillata, la cui chiave sembra essere l'Ephemycron. Quando Alpheus apre la porta con l'Ephemycron, scoprono che all'interno c'è il Terrore, il più grande e pericoloso dei Monumentul, che si rivela essere il kraken. Ma Ant riesce a recuperare l'Ephemycrone a chiudere la porta prima che il Terrore si liberi. Mentre Alpheus scappa, sulla parete appare lo stemma della famiglia Nekton e anche il simbolo dello scettro di Dorieas (l'ultima regina di Lemuria), che ha il potere di controllare tutti i Monumentu, compreso il Terrore. Quando Nereus rivela ai Nekton che essi discendono proprio dalla famiglia reale di Lemuria, la famiglia diventa ancora più determinata a trovare la città perduta, dove è custodito lo scettro.